# Phasia malaisei
Phasia malaisei là một loài ruồi trong họ Tachinidae.